# 胄枪鱿属
胄枪鱿属（学名：Stoloteuthis），是耳乌贼科下的一个属。

## 下属物种
- Stoloteuthis japonica Kubodera & Okutani, 2011
- Stoloteuthis leucoptera (Verrill, 1878)